# Damettan i ishockey
Damettan i ishockey, tidigare Division 1, var den näst högsta svenska hockeyligan för damer under åren 2007–2020. Division 1 spelades första gången säsongen 1984/85. Den var fram till och med säsongen 2006/07 den högsta divisionen för damer i ishockey i Sverige. Under andra halvan av säsongen 2007/2008 spelades den första Riksserien och Division 1 blev därefter andranivån i det svenska seriesystemet för damers ishockey. Namnbytet från Division till Damettan gjordes till säsongen 2015/2016. Divisionen bestod av fyra serier som följde Svenska Ishockeyförbundets regioner: Damettan Södra, Norra, Östra och Västra. De bästa lagen från grundserierna gick vidare till kval eller playoff. Tidvis spelades olika vårserier, fortsättningsserier, Allettan och liknande. 
Till säsongen 2020/2021 ersattes Damettan av Nationella Damhockeyligan där Damettan numer igår som grundserie och kvalificering för Damhockeyallsvenskan.

## Säsonger
2007/2008 ·  2008/2009 ·  2009/2010 ·  2010/2011 ·  2012/2013 ·  2013/2014 ·  2014/2015 ·  2015/2016 ·  2016/2017 ·  2017/2018 ·  2018/2019 ·  2019/2020